# Adam Lambert
Adam Mitchel Lambert, bedre kendt som Adam Lambert (født 29. januar 1982) er en amerikansk sanger, sangskriver og skuespiller fra San Diego, Californien, USA. I maj 2009 sluttede han som nummer to på den ottende sæson af American Idol. Han er den første åbent homoseksuelle mainstream popkunstner til at lancere en karriere hos et stort pladeselskab i Amerika.
Lambert udgav sit debutalbum, For Your Entertainment, i november 2009, via RCA Records/19 Recordings. Albummet debuterede som nummer tre på Billboard 200 i december 2009, der blev solgt 198,000 eksemplarer i USA i den første uge. Albummet havde stor succes med dets tre singler "For Your Entertainment", "If I Had You" og "Whataya Want from Me".
Den 15. maj 2012 udgav Adam Lambert sit andet studiealbum, Trespassing med hvilket han, som den første åbne homoseksuelle kunstner i musikhistorien, nåede den øverste position på Billboard 200 i USA. Under indflydelse af forskellige genrer og kunstnere er Adam Lambert blevet anerkendt for sit flamboyante udseende.
I 2015 udkom Adam Lamberts tredje album, The Original High, der indeholdt hittet "Ghost Town".
Siden 2011 har Lambert optrådt sammen med Brian May og Roger Taylor under navnet "Queen + Adam Lambert".

## Tidlige liv
Lambert blev født i Indianapolis, Indiana, USA. Han er søn af Leila, en indretningsarkitekt, og Eber Lambert, en programmanager for Novatel Wireless. Han har en yngre bror, Neil.Lambert er vokset op i den jødiske tro, hvilket stammer fra hans mor. Efter Adams fødsel fik faren et job i San Diego, så familien flyttede til Californien. Da broderen var født, flyttede de fra Rancho Bernardo til Rancho Peñasquitos.
I en meget ung alder begyndte Lambert at interessere sig for skuespil og musik, og han blev hurtigt involveret i flere teaterstykker. Han deltog også i sin folkeskoles band, og videre i hans high schools band.

## Vejen til berømmelse
Vejen til Adam Lamberts berømmelse var ikke nem. Som barn skilte han sig ud, og allerede som 12-årig fandt Lambert ud af at han var anderledes. Han kendte ingen andre homoseksuelle, og det betød, at han hverken ville snakke om det eller fortælle det til nogen.
I de senere år besluttede han sig at opføre og klæde sig som andre på hans alder. I high school inviterede han piger med til fest for at falde ind i mængden, men det tilfredsstillede ham aldrig. Lambert følte sig ikke velkommen mange steder, og han havde ikke særlig mange venner. I en periode trøstespiste han, og som 17-18-årig vejede han omkring 200 pund (ca. 100 kilo).
Da han gik ud af skolen, besluttede moderen at tage en snak med ham, eftersom han aldrig havde haft en kæreste eller lignende. Leila (moderen) spurgte, om han interesserede sig for at få en pigekæreste, hvortil han svarede, at han ikke vidste det. Hun spurgte derpå, om han så var interesseret i at få en drengekæreste. Lambert havde endelig fundet sin anerkendelse, og herfra prøvede Adam make-up, og han skiftede meget hurtigt stil til at blive glam-fikseret.

## Personlige liv
Lambert var fra november 2010 i et forhold med den finske underholdningsreporter og reality tv-personlighed Sauli Koskinen, men annoncerede i april 2013, at de havde slået op i mindelighed og forventede at forblive venner.

## Diskografi
- For Your Entertainment (2009)
- Trespassing (2012)
- The Original High (2015)

## Koncertture
- American Idols Live! tour (2009)
- Glam Nation (2010)
- We Are Glamily Tour (2013)
- The Original high Tour (2015 - 2016 )

## Filmografi
| Year | Title                             | Role                       | Notes                            |
| ---- | --------------------------------- | -------------------------- | -------------------------------- |
| 2006 | The Ten Commandments: The Musical | Joshua                     | Film debut                       |
| 2009 | American Idol                     | Sig selv                   | Sæson 8; 2. plads                |
| 2010 | American Idol                     | Sig selv (mentor)          | Episode: "Top 9 – Elvis Presley" |
| 2011 | Project Runway                    | Sig selv (gæstedommer)     | Episode: "Image is Everything"   |
| 2011 | Majors & Minors                   | Himself (mentor)           | 2 episodes                       |
| 2012 | Pretty Little Liars               | Sig selv                   | Episode: "This Is a Dark Ride"   |
| 2012 | VH1 Divas                         | Sig selv (vært, performer) | Live television benefit concert  |
| 2013 | Glee                              | Elliot "Starchild" Gilbert | Sæson 5                          |